# Wartościowość
Wartościowość – cecha pierwiastków chemicznych oraz jonów określająca liczbę wiązań chemicznych, którymi dany pierwiastek bądź jon może łączyć się z innymi.
Pojęcie wartościowości w odniesieniu do pierwiastków jest nieprecyzyjne, dlatego jest często zastępowane pojęciem stopnia utlenienia lub liczby koordynacyjnej. Wartościowość nie uwzględnia bowiem otoczenia chemicznego danego atomu. Przykładowo atom azotu jest trójwartościowy NIII zarówno w cząsteczce amoniaku (NH3), jak i w kwasie azotawym (H-O-N=O). Jednak stopnie utlenienia atomu azotu w tych związkach wynoszą odpowiednio −III i +III, co oznacza, że atom ten, albo przyjmuje 3 elektrony, albo oddaje 3 elektrony z powłoki walencyjnej. Szczególne trudności pojęcie to powoduje w chemii koordynacyjnej, chemii metaloorganicznej i chemii supramolekularnej, gdzie często występują inne oddziaływania między atomami niż wiązania kowalencyjne czy jonowe.
Większość pierwiastków posiada kilka możliwych wartościowości, tj. może przyjmować różną wartościowość w różnych związkach chemicznych np. w tlenku węgla (C=O) i dwutlenku węgla (O=C=O) atom węgla jest odpowiednio dwu- i czterowartościowy. Wartościowość pierwiastków grup głównych w układzie okresowym jest równa numerowi grupy, przy czym możliwe są również niższe wartościowości jako liczby parzyste w grupach o numerach parzystych i wartościowości nieparzyste w grupach o numerach nieparzystych. W warunkach tlenowych najtrwalsze są zwykle związki o najwyższej możliwej wartościowości, choć są liczne wyjątki od tej reguły (np. ołówII jest trwalszy i występuje bardziej powszechnie niż ołówIV lub chlorowce mające zwykle wartościowość I).
Pojęcie wartościowości może być natomiast stosowane z powodzeniem do złożonych jonów kompleksowych i anionów kwasów tlenowych.

## Wartościowości pierwiastków chemicznych
Poniższe pierwiastki i ich wartościowości są wymienione kolejno grupami układu okresowego. Pogrubiona wartościowość oznacza, że występuje najczęściej.
I grupa
Wszystkie pierwiastki mają wartościowość I.
II grupa
Wszystkie pierwiastki mają wartościowość II.
III grupa
Skand - III;
Itr - III
Lantanowce:
Lantan - III;
Cer - III, IV;
Prazeodym - III, IV;
Neodym - III;
Promet - III;
Samar - II, III;
Europ - II, III;
Gadolin - III;
Terb - III, IV (rzadko);
Dysproz - III;
Holm - III;
Erb - III;
Tul - III;
Iterb - II, III;
Lutet - III
Aktynowce:
Aktyn - III;
Tor - IV;
Protaktyn - IV, V;
Uran - III, IV, V, VI;
Neptun - III, IV, V, VI, VII;
Pluton - III, IV, V, VI;
Ameryk - III, IV, V, VI;
Kiur - III, IV;
Berkel - III, IV;
Kaliforn - II (rzadko), III, IV;
Einstein - II (rzadko), III;
Ferm - II (rzadko), III;
Mendelew - II, III;
Nobel - II, III;
Lorens - III
IV grupa
Tytan - III, IV;
Cyrkon - IV;
Hafn - IV;
Rutherford - IV
V grupa
Wanad - II, III, IV, V;
Niob - II, IV, V;
Tantal - II, IV, V;
Dubn - V
VI grupa
Chrom - II, III, VI;
Molibden - II (rzadko), III, IV, V, VI;
Wolfram - II (rzadko), III (rzadko), IV, V, VI;
Seaborg - VI
VII grupa
Mangan - II, III, IV, VI, VII;
Technet - II (rzadko), IV, VII;
Ren - II (rzadko), III, IV, VI, VII;
Bohr - VII
VIII grupa
Żelazo - II, III, VI (rzadko);
Ruten - II, III, IV, VI, VIII (rzadko);
Osm - III, IV, VI, VIII;
Has - VIII
IX grupa
Kobalt - II, III;
Rod - II (rzadko), III, IV, V (rzadko), VI (rzadko);
Iryd - II (rzadko), III, IV, V (rzadko), VI (rzadko);
Meitner - nie zbadano
X grupa
Nikiel - II, III;
Pallad - II, IV;
Platyna - II, IV, VI (rzadko);
Darmsztadt - nie zbadano
XI grupa
Miedź - I, II, III (rzadko);
Srebro - I, II (rzadko), III (rzadko);
Złoto - I, III;
Roentgen - nie zbadano
XII grupa
Cynk - II;
Kadm - II;
Rtęć - I, II;
Kopernik - nie zbadano
XIII grupa
Bor - III;
Glin - III;
Gal - III;
Ind - I, III;
Tal - I, III;
Nihon - nie zbadano
XIV grupa
Węgiel - II (rzadko), IV;
Krzem - IV;
German - II (rzadko), IV;
Cyna - II, IV;
Ołów - II, IV;
Flerow - nie zbadano
XV grupa
Azot - I, II, III, IV, V;
Fosfor - III, V;
Arsen - III, V;
Antymon - III, V;
Bizmut - III, V;
Moskow - nie zbadano
XVI grupa
Tlen - II;
Siarka - II, IV, VI;
Selen - II, IV, VI;
Tellur - II, IV, VI;
Polon - II, IV, VI;
Liwermor - nie zbadano
XVII grupa
Fluor - I;
Chlor - I, III, V, VII;
Brom - I, III, V, VII;
Jod - I, III, V, VII;
Astat - I, III, V, VII;
Tenes - nie zbadano
XVIII grupa
Hel - 0;
Neon - 0;
Argon - 0;
Krypton - II;
Ksenon - II, IV, VI, VIII;
Radon - II;
Oganeson - nie zbadano

## Wartościowości wybranych jonów
- wartościowość I: OH, NH4, NO2, NO3, ClO, ClO2, ClO3, ClO4, HCO3, HSO4, H2PO4
- wartościowość II: SO3, SO4, CO3, SiO3, HPO4
- wartościowość III: BO3, PO3, PO4
- wartościowość IV: SiO4, P2O7